# 一人二役 (小説)
『一人二役』（ひとりふたやく）は、お笑いコンビ次長課長の河本準一による私小説。
「環境を恨むな」がキャッチフレーズで、母子家庭で育った河本が母親との生活を描き、「学校や家庭や友達に恵まれていない、いま苦しんでいる人たちにとって、少しでも前向きに一歩を踏み出すきっかけになればいい」という思いから書いた作品である。
本のラストには河本と母親が本を出版するに当たって交換した手紙が添付されている。